# 고쿠료 잇페이
고쿠료 잇페이(일본어: 國領 一平, 1993년 7월 31일 ~ )는 일본의 축구 선수이다. 현재 일본 풋볼 리그의 레일락 시가에서 뛰고 있다.

## 구단 경력
그는 2012년부터 2020년까지 J리그의 교토 상가 FC, AC 나가노 파르세이루, 반라우레 하치노헤에서 활동하였다.